# Mečov
Mečov je malá osada, část obce Hořičky v okrese Náchod. Nachází se asi 2 km severovýchodně od Hořiček. V roce 2021 zde bylo 18 domů s 15 obyvateli. Leží v katastrálním území Křižanov u Mezilečí. 

## Historie
První písemná zmínka o obci pochází z roku 1454, kdy se o ves jako o odúmrť ucházel Jan Straka z Nedbalic. Mečova se také týkají události z let 1650–1655, kdy náchodské panství, v doprovodu ozbrojených vojáků, objížděli dva jezuité, totiž Jiří Buda a Jiří Mazenius, kteří obraceli obyvatele na katolickou  víru. V Mečově podle zpovědního seznamu přijalo svátost pokání celkem 13 obyvatel. V roce 1882 je v obci uváděno 20 domů s 89 stálými obyvateli a je zde provozována hospoda. V roce 1909 byla v Mečově vystavěna kaple Nanebevzetí Panny Marie s věžičkou a zvonem, která nahradila starší zvonici.

## Pověst o lupičích
S Mečovem je podle tradice spojená také událost z roku 1848. V okolí tehdy řádila tlupa lupičů, bratrů Jana a Josefa Špetly a jejich kumpána Ignáce Siegla. Ti měli mít skrýš v jedné z chalup v Končinách, podle jedné z pověstí měli uloupené peníze schovávat v buku, který byl od těch dob nazýván Špetlův. Strach místních obyvatel a nečinnost úřadů vedla ke zřízení gardy, složené právě z obyvatel sousedních vsí. Ta nakonec lupiče pochytala a podrobila je bití a výslechům.
Následné události jsou zapsány v záznamu matriky zemřelých obce Slatiny nad Úpou pro Jana Špetlu (42 let), Josefa Špetlu (31 let) a Němce Ignáce Siegla (30 let) z Janovic v panství Teplice nad Metují.
Kněz Josef Myslimír Ludvík, duchovní správce na Boušíně, pod zápis zemřelých připsal:
Tyto tři osoby nadepsané, hlavní to po několik let zlodějové, byly večer dne 5. června od Hořičské sousedské stráže či gardy, před měsícem za příčinou konstituce zřízené, v příbytku Jana Špetly č. 138 (ještě se dvěma jinýma) na krádež se chystajíce, přepadeni, svázáni, a hned odvedeni do Mezleče, kdežto před týdnem chalupníka Bartoše, chtíce ho okrásti, postřelili. Bitím k vyznání na sebe i na jiné nucení, byli tam na obci druhého dne od velebného pana Antonína Müllera, kaplana na Hořičkách, svátostma zaopatřeni, pak dne 7. června večer do své osady neb vsi posláni, avšak sotva na půdu Mečovskou přivedeni, tam od lidu rozdrážděného, od nich dříve často okradeného, do smrti utlučeni. Na to dne 12. června na zdejším hřbitově od krajské komise prohlédnuti, hrob pro ně vykropil nížepsaný. Za minulou zimu jen ve Slatině stalo se třicet krádeží ročních. Běda! Když netresce kdo trestati má, pak musí trestati, kdo nemá. Josef M. Ludvík, pastýř zde duchovní.